# Љубиње (Велико Градиште)
Љубиње је насеље у Србији у општини Велико Градиште у Браничевском округу. Према попису из 2022. било је 227 становника.

## Демографија
У насељу Љубиње живи 315 пунолетних становника, а просечна старост становништва износи 40,0 година (36,9 код мушкараца и 43,0 код жена). У насељу има 112 домаћинстава, а просечан број чланова по домаћинству је 3,65.
Ово насеље је великим делом насељено Србима (према попису из 2002. године), а у последња три пописа, примећен је пад у броју становника.
|  |

| Демографија | Демографија | Демографија |
| Година      | Становника  | Становника  |
| ----------- | ----------- | ----------- |
| 1948.       | 829         |             |
| 1953.       | 824         |             |
| 1961.       | 781         |             |
| 1971.       | 789         |             |
| 1981.       | 750         |             |
| 1991.       | 660         | 497         |
| 2002.       | 409         | 626         |
| 2011.       | 270         |             |

| Етнички састав према попису из 2002.‍ | Етнички састав према попису из 2002.‍ | Етнички састав према попису из 2002.‍ | Етнички састав према попису из 2002.‍ | Етнички састав према попису из 2002.‍ |
| ------------------------------------ | ------------------------------------ | ------------------------------------ | ------------------------------------ | ------------------------------------ |
|                                      |                                      |                                      |                                      |                                      |
| Срби                                 | Срби                                 |                                      | 397                                  | 97,06%                               |
| Румуни                               | Румуни                               |                                      | 4                                    | 0,97%                                |
| Муслимани                            | Муслимани                            |                                      | 1                                    | 0,24%                                |
| непознато                            | непознато                            |                                      | 4                                    | 0,97%                                |

| Година пописа     | 1948. | 1953. | 1961. | 1971. | 1981. | 1991. | 2002. |
| ----------------- | ----- | ----- | ----- | ----- | ----- | ----- | ----- |
| Број домаћинстава | 183   | 182   | 175   | 163   | 148   | 131   | 112   |

| Број чланова      | 1  | 2  | 3  | 4  | 5  | 6 | 7 | 8 | 9 | 10 и више | Просек |
| ----------------- | -- | -- | -- | -- | -- | - | - | - | - | --------- | ------ |
| Број домаћинстава | 18 | 20 | 10 | 25 | 24 | 8 | 5 | 1 | 0 | 1         | 3,65   |

| Пол    | Укупно | Неожењен/Неудата | Ожењен/Удата | Удовац/Удовица | Разведен/Разведена | Непознато |
| ------ | ------ | ---------------- | ------------ | -------------- | ------------------ | --------- |
| Мушки  | 154    | 32               | 103          | 14             | 4                  | 1         |
| Женски | 179    | 26               | 108          | 35             | 8                  | 2         |
| УКУПНО | 333    | 58               | 211          | 49             | 12                 | 3         |

| Пол    | Укупно                    | Пољопривреда, лов и шумарство | Рибарство                            | Вађење руде и камена | Прерађивачка индустрија       |
| ------ | ------------------------- | ----------------------------- | ------------------------------------ | -------------------- | ----------------------------- |
| Мушки  | 103                       | 95                            | 0                                    | 0                    | 0                             |
| Женски | 111                       | 107                           | 0                                    | 0                    | 0                             |
| УКУПНО | 214                       | 202                           | 0                                    | 0                    | 0                             |
| Пол    | Производња и снабдевање   | Грађевинарство                | Трговина                             | Хотели и ресторани   | Саобраћај, складиштење и везе |
| Мушки  | 0                         | 0                             | 3                                    | 0                    | 1                             |
| Женски | 0                         | 0                             | 1                                    | 2                    | 0                             |
| УКУПНО | 0                         | 0                             | 4                                    | 2                    | 1                             |
| Пол    | Финансијско посредовање   | Некретнине                    | Државна управа и одбрана             | Образовање           | Здравствени и социјални рад   |
| Мушки  | 1                         | 1                             | 0                                    | 0                    | 0                             |
| Женски | 0                         | 0                             | 0                                    | 1                    | 0                             |
| УКУПНО | 1                         | 1                             | 0                                    | 1                    | 0                             |
| Пол    | Остале услужне активности | Приватна домаћинства          | Екстериторијалне организације и тела | Непознато            | Непознато                     |
| Мушки  | 2                         | 0                             | 0                                    | 0                    | 0                             |
| Женски | 0                         | 0                             | 0                                    | 0                    | 0                             |
| УКУПНО | 2                         | 0                             | 0                                    | 0                    | 0                             |